# Mario Williams
Mario Jerrel Williams  (nacido el 31 de enero de 1985 en Richlands) es un exjugador de fútbol americano que ocupó la posición de defensive end en la National Football League (NFL). Jugó fútbol americano colegial en la Universidad Estatal de Carolina del Norte y fue seleccionado en el primer lugar general por los Houston Texans en el Draft de la NFL de 2006. También jugó con los Buffalo Bills y Miami Dolphins.

## Carrera universitaria
Williams asistió a la Universidad de Carolina del Norte, donde con su actuación estelar ganó el primer puesto en el Draft de la NFL de 2006.
Los analistas del draft predijeron que los Houston Texans escogerían a Reggie Bush como la primera selección. Sin embargo, en un movimiento sorprendente, la noche antes del draft, los Texans firmaron a Williams, lo que significaba que Bush no sería la primera selección del draft.

## Carrera profesional

### Houston Texans
El 1 de octubre de 2006, Williams registró su primera captura y media contra el quarterback de los Miami Dolphins Daunte Culpepper en la primera victoria de los Texans de la temporada (marcador 17-15). Tres semanas más tarde, Williams capturó al mariscal de campo Byron Leftwich de los Jacksonville Jaguars y recuperó un balón suelto en la victoria por 27-7 de los Texans. En su temporada como novato, Williams acumuló un total de 47 tacleadas, 4.5 capturas y un balón suelto forzado.
A principios de la temporada 2007, Williams destacó con cinco tacleadas, dos capturas y regresó un balón suelto del fullback de los Kansas City Chiefs Kris Wilson para touchdown. Tuvo grandes juegos en particular en contra de los Denver Broncos y los Tennessee Titans, capturando al mariscal de campo Jay Cutler 3.5 veces y al mariscal de campo Vince Young 2.5 veces, respectivamente. Su primera captura de 2007 fue a Peyton Manning. Antes del partido, el entrenador de Indianapolis Colts, Tony Dungy comparó a Williams con el ala defensiva de los Colts Dwight Freeney. Williams terminó la temporada 2007 con un total de 59 tacleadas y 14 capturas.
La temporada 2007 fue un año que Williams respondió a muchas de las críticas que se ganó debido ser la primera selección del draft de 2006. En 2007, a través de 15 juegos, Williams representó el 48 por ciento de las capturas de los Texans, el mayor porcentaje que cualquier otro jugador.  Fue seleccionado al primer equipo All-Pro por la revista Sporting News. Williams no fue elegido al juego de Pro Bowl juego, pero fue votado como una alternativa para el juego.
En 2008, Williams acumuló 12 capturas y 53 tackleadas en 15 partidos (todos como titular). Este esfuerzo incluyó 3 capturas y un balón suelto forzado en el primer juego de Monday Night Football el 1 de diciembre de 2008. Por sus esfuerzos, Williams fue seleccionado para su primer Pro Bowl, como titular y fue seleccionado para el primer equipo All-Pro por la revista Sporting News por segunda temporada consecutiva. Williams fue seleccionado de nuevo para el Pro Bowl tras la temporada de 2009.
El 15 de diciembre de 2010, los Texans anunciaron que estaban colocando Williams en la lista de lesionados por el resto de la temporada con una inflamación de una hernia. Williams había estado luchando desde septiembre con las lesiones, aunque todavía clasificado como el tercero de la NFL en capturas con 8,5 en 13 partidos.
En 2011, durante la semana 5 frente a los Oakland Raiders, Williams sufrió una rotura en el músculo pectoral mientras capturaba al quarterback de los Raiders, Jason Campbell. El 12 de octubre, los Texans colocaron a a Williams en la lista de lesionados por segundo año consecutivo, poniendo fin a su temporada. El contrato de Williams terminó en 2011 y se convirtió en un agente libre, capaz de firmar con cualquier otro equipo de fútbol.

#### Récords en Houston Texans
- Mayor capturas en su carrera (53).
- Mayor balones sueltos forzados en su carrera (11).

### Buffalo Bills
El 15 de marzo de 2012, después de dos días de negociaciones con los Buffalo Bills como agente libre, Williams firmó un contrato de 6 años con los Bills. El contrato de Williams tuvo un valor de $100 millones, con $50 millones garantizados, lo que lo convirtió en el contrato más lucrativo para un jugador defensivo en la historia de la NFL.
El 22 de mayo de 2012, se anunció que Williams estaría usando el número n.º 94 con los Bills ya que el n.º 90 que llevaba con los Texans estaba ocupado por el veterano Chris Kelsay.

### Miami Dolphins
Los Miami Dolphins contrataron a Williams por 2 años. Debido a su pobre desempeño (sólo 1.5 capturas), el equipo prescindió de sus servicios en febrero del 2017.

## Estadísticas generales
|  | Seleccionado al Pro Bowl |

| Año   | Equipo | Juegos | Juegos | Tacleadas | Tacleadas | Tacleadas | Tacleadas | Intercepciones | Intercepciones | Intercepciones | Intercepciones | Intercepciones | Intercepciones | Balones sueltos | Balones sueltos | Balones sueltos | Balones sueltos |
| Año   | Equipo | GP     | GS     | Comb      | Total     | Ast       | Sck       | PDef           | Int            | Yds            | Avg            | Lng            | TDs            | FF              | FR              | Yds             | TDs             |
| ----- | ------ | ------ | ------ | --------- | --------- | --------- | --------- | -------------- | -------------- | -------------- | -------------- | -------------- | -------------- | --------------- | --------------- | --------------- | --------------- |
| 2006  | HOU    | 16     | 16     | 47        | 35        | 12        | 4.5       | 4              | --             | --             | --             | --             | --             | 1               | 1               | 0               | 0               |
| 2007  | HOU    | 16     | 16     | 59        | 43        | 16        | 14.0      | 1              | --             | --             | --             | --             | --             | 2               | 1               | 38              | 1               |
| 2008  | HOU    | 16     | 16     | 53        | 44        | 9         | 12.0      | 0              | --             | --             | --             | --             | --             | 4               | 0               | --              | --              |
| 2009  | HOU    | 16     | 16     | 43        | 38        | 5         | 9.0       | 3              | --             | --             | --             | --             | --             | 2               | 1               | 0               | 0               |
| 2010  | HOU    | 13     | 13     | 28        | 22        | 6         | 8.5       | 2              | --             | --             | --             | --             | --             | 1               | 0               | --              | --              |
| 2011  | HOU    | 5      | 5      | 11        | 10        | 1         | 5.0       | 1              | --             | --             | --             | --             | --             | 1               | 0               | --              | --              |
| 2012  | BUF    | 16     | 16     | 46        | 37        | 9         | 10.5      | 4              | --             | --             | --             | --             | --             | 2               | 2               | 0               | 0               |
| 2013  | BUF    | 16     | 16     | 38        | 28        | 10        | 13.0      | 3              | --             | --             | --             | --             | --             | 1               | 0               | --              | --              |
| 2014  | BUF    | 16     | 16     | 42        | 36        | 6         | 14.5      | 2              | --             | --             | --             | --             | --             | 2               | 0               | --              | --              |
| 2015  | BUF    | 15     | 15     | 19        | 15        | 4         | 5.0       | 0              | --             | --             | --             | --             | --             | 0               | 0               | --              | --              |
| 2015  | MIA    | 13     | 5      | 13        | 9         | 4         | 1.5       | 1              | --             | --             | --             | --             | --             | 0               | 0               | --              | --              |
| Total | Total  | 158    | 150    | 399       | 317       | 82        | 97.5      | 21             | --             | --             | --             | --             | --             | 16              | 5               | 38              | 1               |

Fuente: Pro-Football-Reference.com